# Olympia Eishalle
L’Olympia Eishalle est une patinoire située à Munich en Allemagne.

## Description
Elle ouvre en 1967.
La patinoire accueille notamment l'équipe de hockey sur glace du EHC Munich de la DEL. La patinoire a une capacité de 6 256 spectateurs.